# Corinna Spies

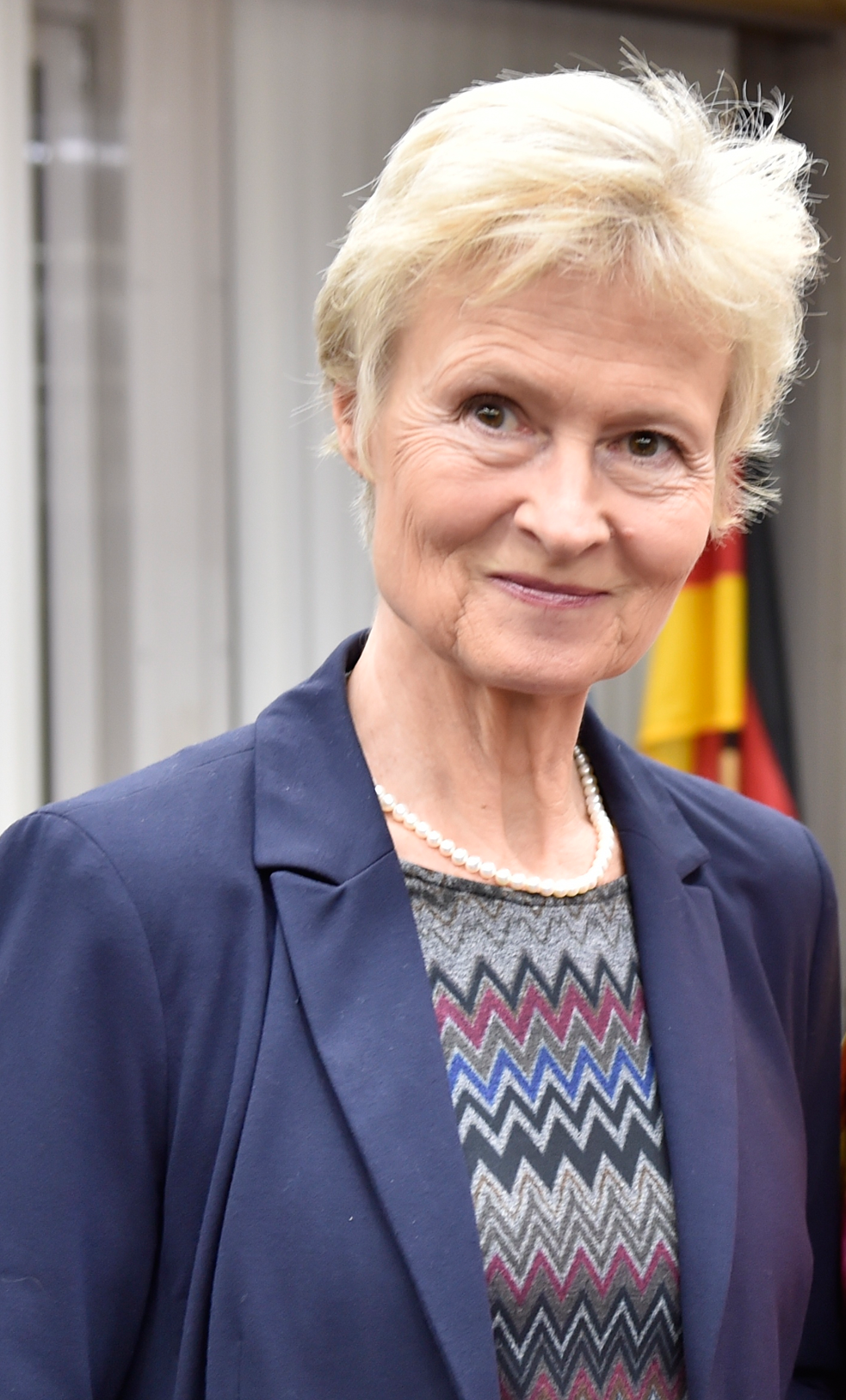
Corinna Spies als Moderatorin bei einer Veranstaltung des BayLFR (November 2015)

Corinna Spies (* 22. April 1950 in Hamburg) ist eine deutsche Journalistin und Moderatorin.

## Leben
Corinna Spies ist die Tochter des Journalisten Walter Spies und der Dokumentarin Ingeborg Spies. Sie ist die Großnichte der Opernsängerin Martha Blech-Frank. Mit zwei Brüdern wuchs sie in Hamburg auf und besuchte bis 1968 das Gymnasium in Gräfelfing in Oberbayern und anschließend die Lee-Mason-Sprachenschule im englischen Birmingham. Sie lebt in Oberbayern und hat einen Sohn.

## Tätigkeit als Journalistin
Ab 1970 war Corinna Spies als Reporterin, Redakteurin und Moderatorin vorwiegend in Hörfunk und Fernsehen des Bayerischen Rundfunks in München tätig, zunächst für aktuelle Nachrichtenmagazine und Features im Radio- und TV-Programm sowie für die Berichterstattung in der Tagesschau und den Tagesthemen. Ab 1985 arbeitete Corinna Spies in der Redaktion Dokumentation/Feature des Bayerischen Fernsehens. Von 2001 bis 2015 übernahm Corinna Spies die Leitung der Redaktion Reportagen des Bayerischen Fernsehens und war unter anderem für die Reihe „Vor Ort – Die Reportage“ verantwortlich.
Corinna Spies ist seit Gründung des Bildungskanals ARD-alpha 1998 (vormals BR-alpha) bis heute eine der Moderatorinnen der Gesprächsreihe „alpha-Forum“. Zu ihren Gesprächspartnern aus Politik, Gesellschaft, Wissenschaft und Kultur gehörten bisher unter anderen Hildegard Hamm-Brücher, Joachim Gauck, Udo Di Fabio, André Glucksmann und Rosemarie Fendel.
Von 1998 bis 2011 gehörte Corinna Spies in ehrenamtlicher Funktion dem Personalrat des Bayerischen Rundfunks an.

## Gewerkschaftliche Tätigkeit
Corinna Spies war von 1989 bis 2010 im Fachbereich Medien der Vereinten Dienstleistungsgewerkschaft ver.di ehrenamtlich aktiv, zuletzt als stellv. Vorsitzende des Verbandes Bayern. Ihre Themenschwerpunkte waren die innere Rundfunkfreiheit, Medienpolitik und Gleichstellung.

## Auszeichnungen
1974: Kurt-Magnus-Preis der ARD.
2009: Verleihung der Staatsmedaille für besondere Verdienste um die bayerische Wirtschaft durch den stellvertretenden bayerischen Ministerpräsidenten Martin Zeil.